# إيتانا سانشيز جيجون
إيتانا سانشيز جيجون (بالإيطالية: Aitana Sánchez-Gijón) (و. 1968  م) هي ممثلة أفلام، وممثلة تلفزيونية، وممثلة مسرحية من إيطاليا، وإسبانيا، ولدت في روما.

## وصلات خارجية
- إيتانا سانشيز جيجون على موقع IMDb (الإنجليزية)
- إيتانا سانشيز جيجون على موقع ألو سيني (الفرنسية)
- إيتانا سانشيز جيجون على موقع تيرنر كلاسيك موفيز (الإنجليزية)
- إيتانا سانشيز جيجون على موقع أول موفي (الإنجليزية)
- إيتانا سانشيز جيجون على موقع قاعدة بيانات الأفلام السويدية (السويدية)
- إيتانا سانشيز جيجون على موقع قاعدة بيانات الفيلم (الإنجليزية)
- إيتانا سانشيز جيجون على موقع كينوبويسك (الروسية)